# Klení
Klení (německy Gollnetschlag, Goldenschlag) je část obce Benešov nad Černou v okrese Český Krumlov. Leží mezi městem Trhové Sviny a obcí Benešov nad Černou. Protéká jí Klenský potok, který přitéká k Trhovým Svinům k Buškovu hamru a dále do Svinenského potoka.

## Historie
První písemná zmínka o vesnici pochází z roku 1446.
Ve středověku zde stávala tvrz. Roku 1602 se Klení dostává do Rožmberského majetku, s nímž následně sdílí další osud celého panství Nové hrady, tj. dostává se do držení Švamberků a po Bitvě na Bílé hoře se stává jako císařský konfiskát majetkem Buquoyů. Po vysídlení Němců z Československa v roce 1945 výrazně poklesl počet obyvatel.
V roce 1869 byla vesnice součástí obce Dluhoště, v letech 1880–1950 samostatnou obcí a od roku 1961 se vesnice stala součástí obce Benešov nad Černou.

## Obyvatelstvo
| Rok            | 1869 | 1880 | 1890 | 1900 | 1910 | 1921 | 1930 | 1950 | 1961 | 1970 | 1980 | 1991 | 2001 | 2011 | 2021 |
| -------------- | ---- | ---- | ---- | ---- | ---- | ---- | ---- | ---- | ---- | ---- | ---- | ---- | ---- | ---- | ---- |
| Počet obyvatel | 433  | 414  | 448  | 467  | 463  | 400  | 370  | 125  | 121  | 119  | 95   | 57   | 45   | 57   | 101  |
| Počet domů     | 93   | 93   | 94   | 93   | 98   | 96   | 94   | 36   | 36   | 31   | 25   | 29   | 35   | 106  | 77   |

## Přírodní poměry
Jihozápadně od vesnice se nachází přírodní rezervace Vysoký kámen.

## Památky
- kostel svatého Vavřince

## Fotogalerie

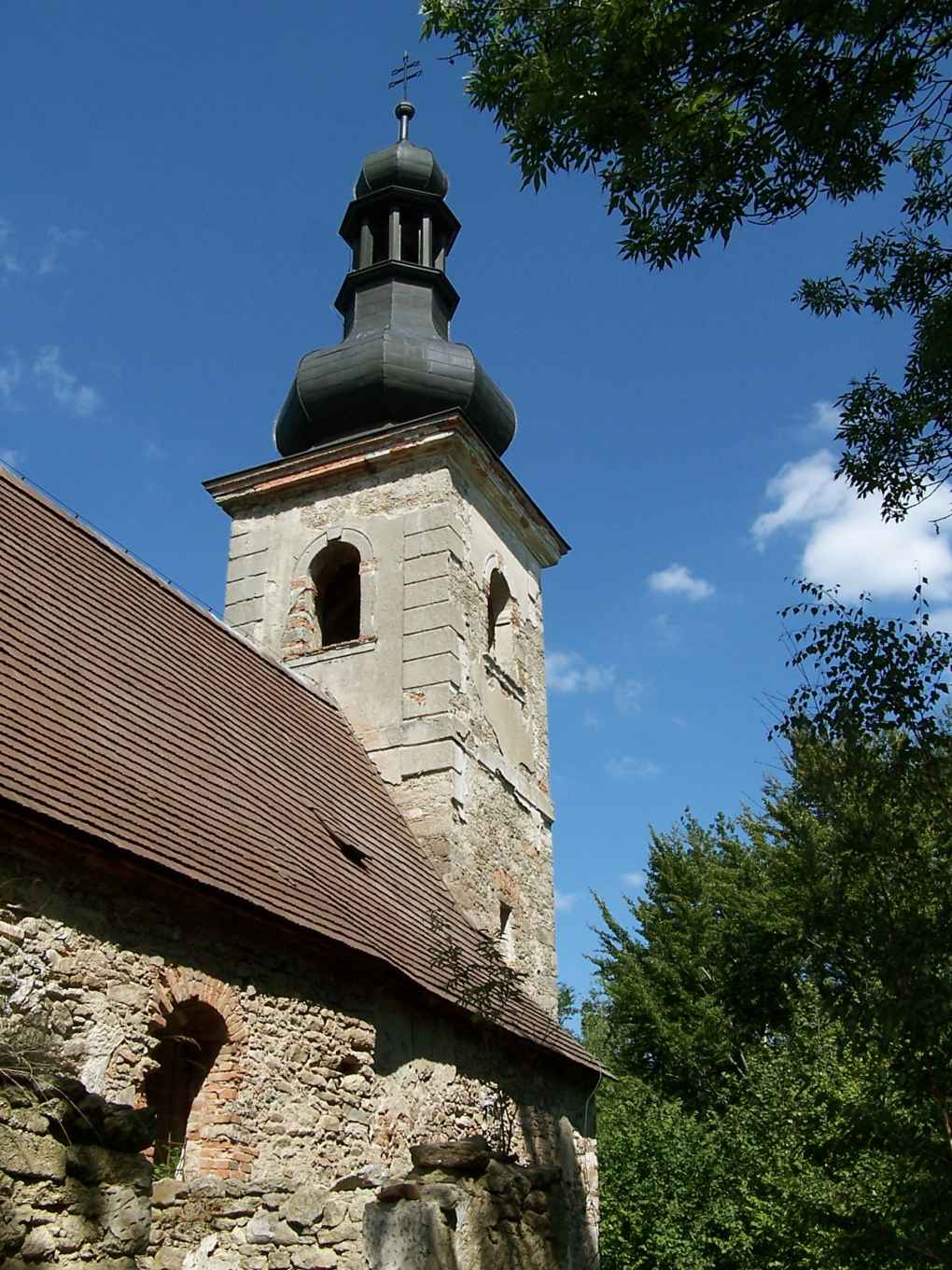
Kostel svatého Vavřince směrem na východ
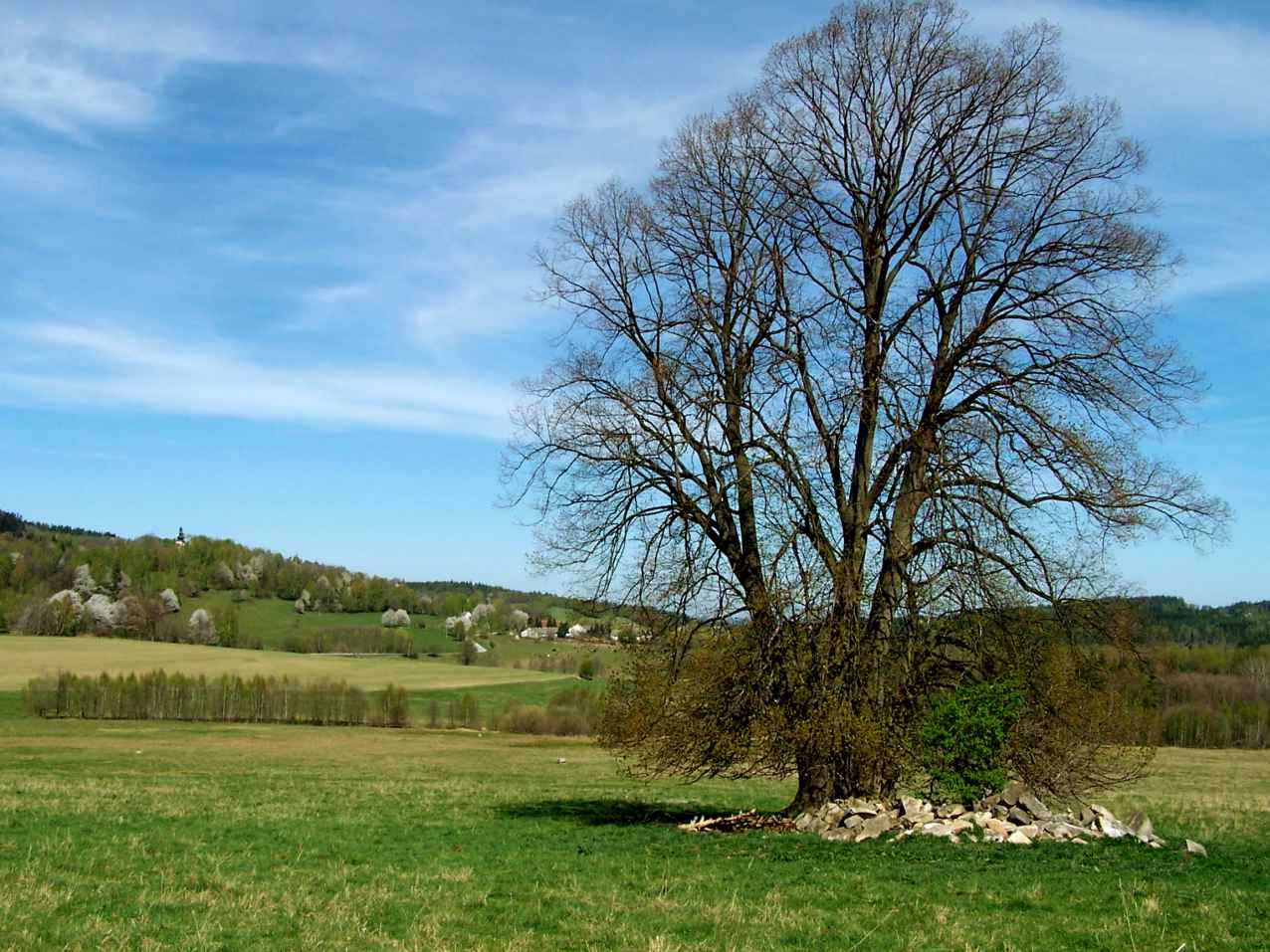
Památný strom, v pozadí věž klenského kostela
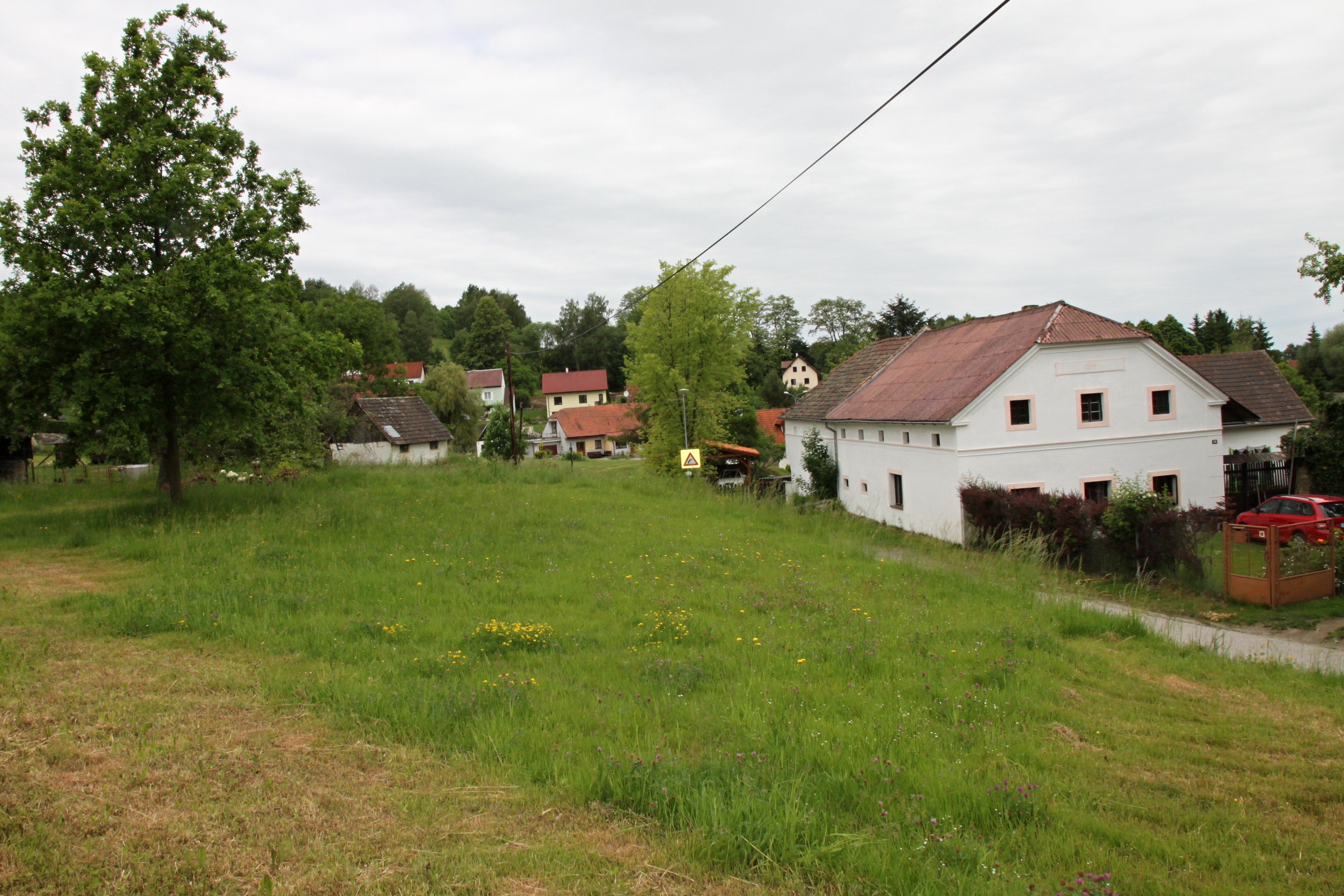
Pohled od jihu
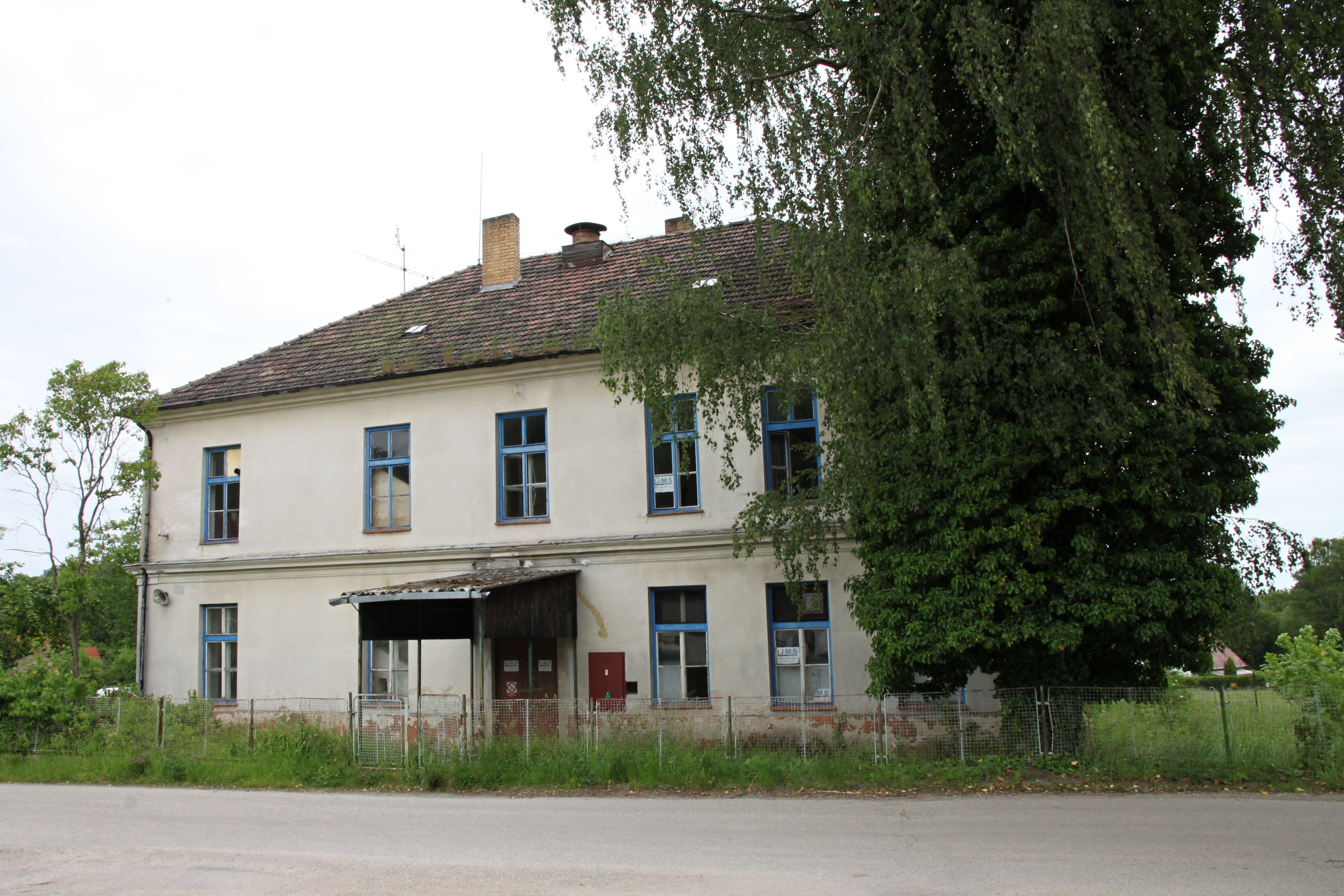
Bývalá škola
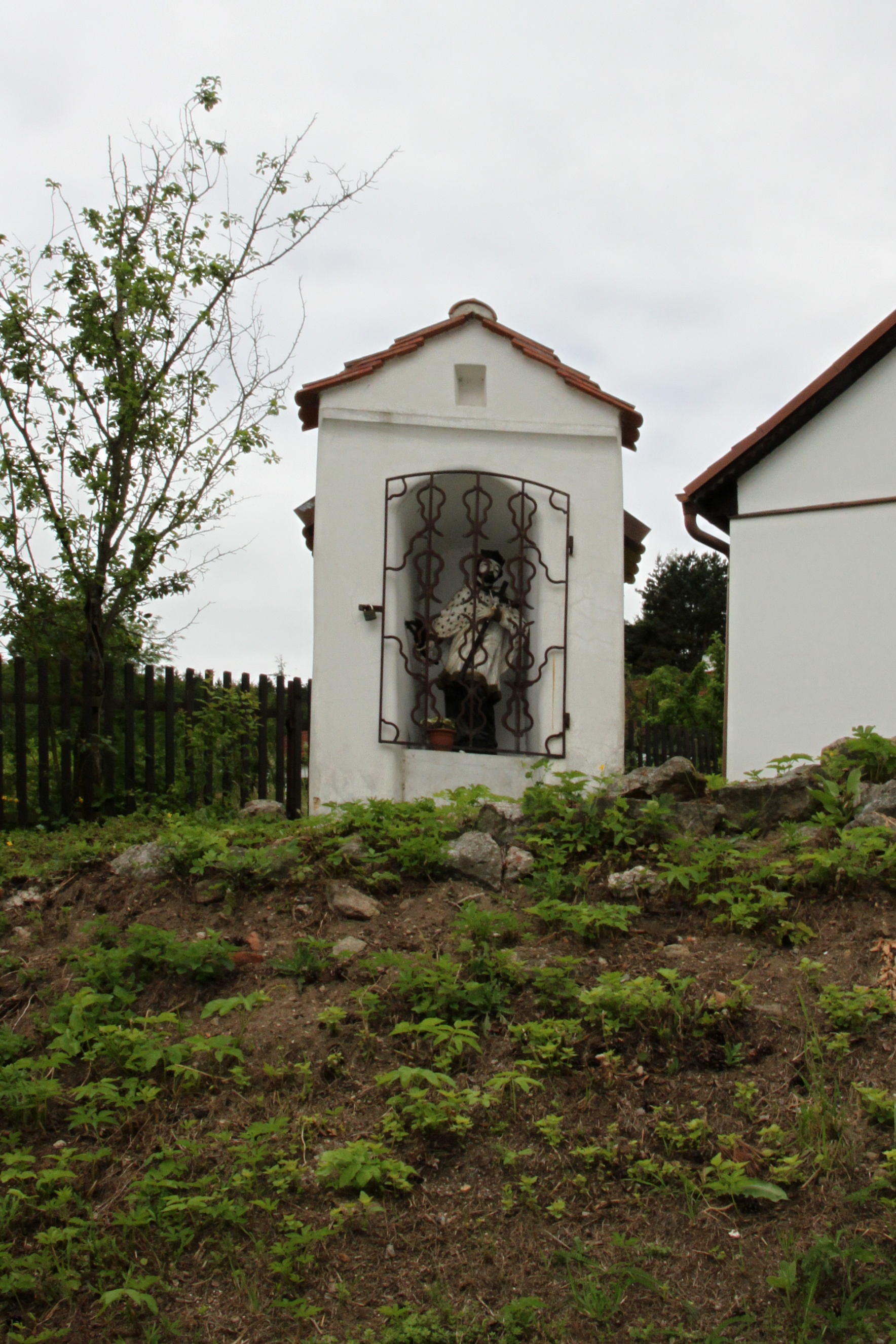
Kaplička svatého Jana Nepomuckého
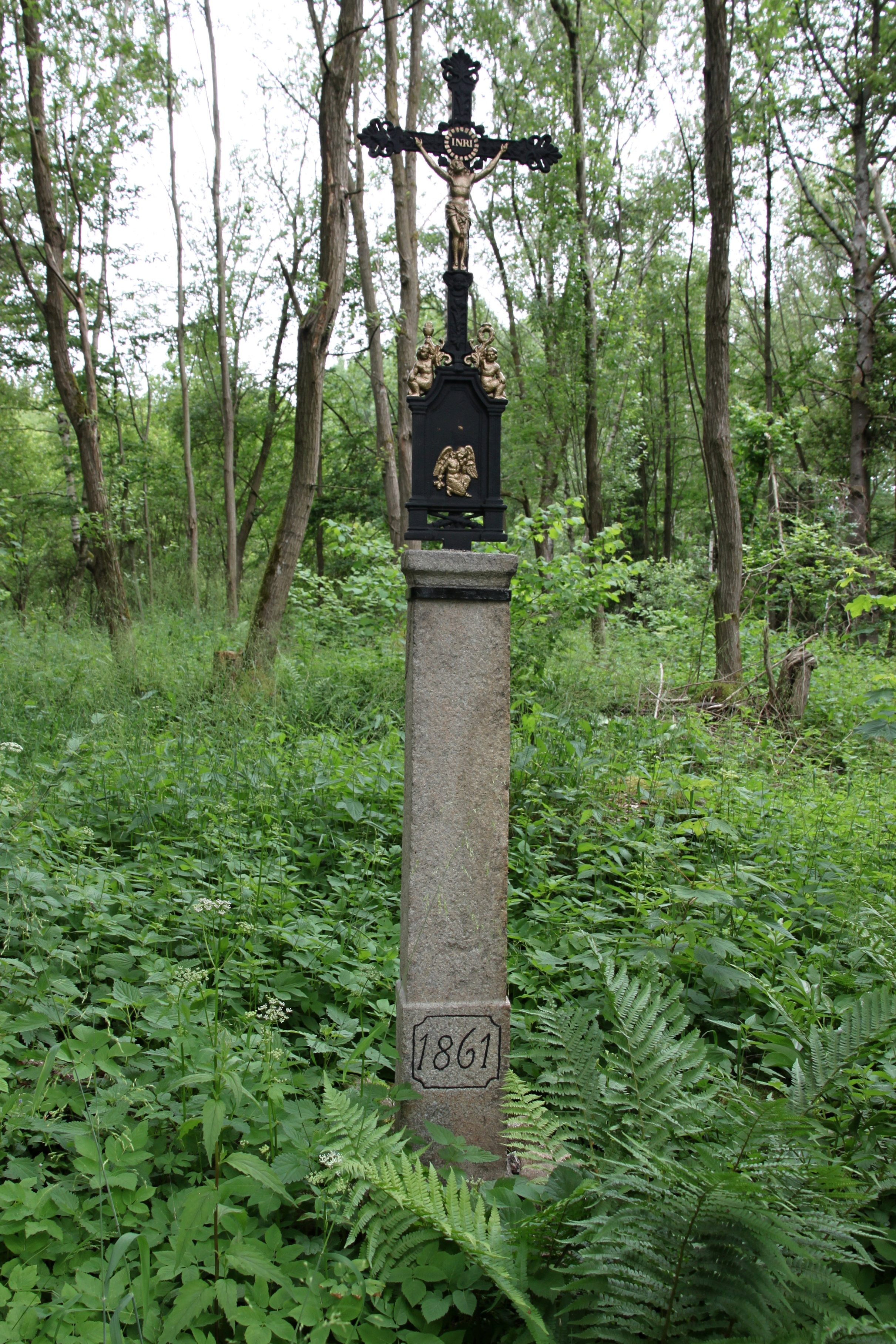
Křížek nad vsí